# 南双庙镇 (朝阳市)
南双庙镇，原为南双庙乡，是中华人民共和国辽宁省朝阳市朝阳县下辖的一个乡镇级行政单位。

## 行政区划
南双庙镇下辖以下地区：
南双庙村、马德沟村、瓦房店村、曹家村、梨树沟村、下杖子村、吊桥子村、孙家屯村、南梁村、单家店村、梁家店村、东杖子村、东台子村、山后村、后杖子村和榆树沟村。